# ゲネ・グッチェ
ゲネ・グッチェ（Gene Gutchë , 1907年7月3日 - 2000年11月15日）は、ドイツ出身のアメリカ合衆国の作曲家。本名はロメオ・マクシミリアン・オイゲネ・ルートヴィヒ・グッチェ。
ベルリン出身。経済学と経営学の学士号を取得したが、同時にフェルッチョ・ブゾーニにピアノを師事していた。1925年にアメリカに移住し、農村で働いた。1950年代にミネソタ大学とアイオワ大学で音楽を学び、その後ミネアポリスに居を構えた。作品は新ロマン主義を基調としているが、多調、十二音技法、微分音も取り入れている。

## 作品

### 管弦楽曲
- 交響曲第1番
- 交響曲第2番（1951年）
- 交響曲第3番
- ロンド・カプリチオーソ
- 舞踏組曲
- ラプソディ
- コンチェルティーノ（1956年）
- 交響曲第4番（1960年）
- 交響曲第5番（1962年）
- ボンゴ・ディヴェルティメント（1965年、1993年改訂）
- テノチティトランの祭典
- 香妃（1965年）
- 古典協奏曲（1967年）
- 交響曲第6番（1970年）
- イカルス（1975年）

### 協奏曲
- ホルンと弦楽オーケストラのためのカンティレーナ（1950年）
- ピアノ協奏曲
- ヴァイオリン協奏曲（1962年）
- ティンパニ・コンチェルタンテ（1963年）

### 室内楽曲
- 弦楽四重奏曲第1番（1949年）
- 弦楽四重奏曲第3番（1951年）
- ヴィオラとピアノのためのインターリュード（1956年）
- 弦楽四重奏曲第4番（1960年、1982年改訂）

### ピアノ曲
- フーガハ短調（1948年）
- 主題と変奏（1949年）
- ソナタ（1963年）